# Corgatha tornalis
Corgatha tornalis är en fjärilsart som beskrevs av Alfred Ernest Wileman 1915. Corgatha tornalis ingår i släktet Corgatha och familjen nattflyn. Inga underarter finns listade i Catalogue of Life.